# دی هاویلند تایگر موث
دی هاویلند تایگر موث یک هواپیمای دوباله بریتانیایی از دهه ۱۹۳۰ است که توسط جفری د هویلند طراحی شد و توسط شرکت هوانوردی دی هاویلند ساخته شد. کاربری اصلی ان در نیروی هوایی سلطنتی (RAF) و سایر کشورها بعنوان هواپیمای آموزشی بود. در طی جنگ جهانی دوم برای گشت دریایی و نقش‌های دفاعی نیز خدمت کرد و در برخی موارد به عنوان بمب افکن سبک مسلح و تجهیز شد.
تایگر موت در اوایل دهه ۱۹۵۰ بادی‌اچ‌سی-۱ چیپ‌مونک جایگزین شد. بسیاری از کشورها از تایگر موث در کاربردهای نظامی و غیرنظامی استفاده نمودند و همچنان به عنوان یک هواپیمای تفریحی و اکروباتیک مورد استفاده قرار می‌گیرد. هنوز گاهی اوقات به عنوان یک هواپیمای آموزش اولیه استفاده می‌شود، به ویژه برای خلبانانی که می‌خواهند قبل از پرواز با سایرهواپیماها با ارابه فرود کلاسیک، تجربه کسب کنند. بسیاری از تایگر موث‌ها اکنون توسط شرکت‌هایی که درس خلبان آزمایشی ارائه می‌دهند به کار گرفته می‌شوند. باشگاه De Havilland Moth که در سال ۱۹۷۵ تأسیس شد باشگاه دارندگان تایگرموث است که خدمات متقابل پشتیبانی فنی را بهمدیگر ارائه می‌دهند.
نیروی هوایی شاهنشاهی ایران در سال ۱۳۱۱ خورشیدی بیست فروند و در سال ۱۳۱۲ ده فروند از این هواپیما را خریداری کرد. با تأسیس کارخانه هواپیماسازی شهباز تعدادی از این هواپیما در ایران ساخته شدند.

## طراحی و توسعه

### منشأ
جفری د هویلند، مالک و بنبان گذار شرکت، به دنبال تولید یک هواپیمای سبک برتر از دو طرح قبلی خود، دی هاویلند هامینگ برد و دی هاویلند دی.اچ. ۵۱ بود.
از تجربه قبلی، دی هاویلند دشواری و اهمیت تعیین ابعاد صحیح چنین هواپیمایی را به نحوی که بتوانددر بازار غیرنظامی، مانند تور، آموزشی، باشگاه پرواز، و هوانوردی خصوصی، جذابیت داشته باشد را می‌دانست. این شرکت با یک نسخه کوچک شده ازدی هاویلند دی.اچ. ۶۰، موفقیت زیادی کسب نمود.
نقطه شروع برای دی.اچ. ۸۲ تایگر موث، هواپیمای دی هاویلند دی‌اچ.۷۱ تایگر موث بود.
دی هاویلند به‌طور متوالی موتورهای دی هاویلند جیپسی توانمندتری را توسعه داده بود و این شرکت یک هواپیمای تک بال، بال پائین جدید را برای آزمایش آنها تولید کرده بود. این هواپیما، اولین هواپیمایی بود که از آن به عنوان تایگر موث یاد می‌شود.
بهبودهای انجام شده در هواپیمای تک هواپیمای تایگر موث در کاربری هواپیمای آموزشی-نظامی بروی دی هاویلند دی.اچ. ۶۰ موث انجام شد، که حرف T " علاوه بر اولین حرف از کلمه تایگر اشاره ای هم به کاربرد آموزشی Trainer نیز بود.
دی هاویلند دی.اچ. ۶۰ موث، دارای کاستی‌های فراوان بود، بنابراین در معرض تغییرات متعددی قرار گرفت. همانند استفاده از سازه‌های داخلی کوتاه شده برای بالا بردن نوک بالها، پس از آنکه فاصله ناکافی آنها از زمین در طی آزمایشات در پایگاه هوایی نیروی هوایی سلطنتی در Martlesham Heath مشخص شد.
در نتیجه آزمایش‌های Martlesham، گزارش مطلوبی تهیه شد که به نوبه خود منجر به این شد که به زودی به‌طور رسمی به عنوان هواپیمای آموزشی پایه جدید نیروی هوایی سلطنتی (RAF) پذیرفته شود. یک نمونه اولیه به نام دی.اچ. ۸۲ تایگر موث، توسط وزارت نیروی هوایی بریتانیا تحت مشخصات ۱۵/۳۱ سفارش داده شد که به دنبال یک هواپیمای آموزشی پایه بود.
یکی از تغییرات اصلی نسبت به سری قبلی (موث)، دسترسی بهینه شده به کابین جلو بود، زیرا شرایط آموزشی مشخص می‌کرد که سرنشین صندلی جلو باید بتواند به راحتی هواپیما را ترک کند، مخصوصاً هنگام پوشیدن چتر نجات. دسترسی به کابین جلوی هواپیماهای پیشین موث به دلیل نزدیکی مخزن سوخت هواپیما، مستقیماً بالای کابین جلو، و پایه‌های کابین عقب برای بال فوقانی محدود شده بود. راه حل اتخاذ شده این بود که بال بالایی را به جلو منتقل شد، اما بال‌ها را به عقب برگردانیده شد تا همان مرکز ایرودینامیکی هواپیما حفظ شود. تغییرات دیگر شامل سازه‌های تقویت شده، درهای تاشو در دو طرف کابین خلبان، و سیستم اگزوز اصلاح شده بود.
در ۲۶ اکتبر ۱۹۳۱، اولین تایگر موث واقعی، نمونه اولیه E6، پرواز اولیه خود را در فرودگاه استاگ لین در ادجوز، لندن انجام داد که توسط هربرت براود خلبان آزمایشی ارشد دی هاویاند، پرواز کرد. اولین ۳۵ هواپیمای تولیدی برای RAF، با نام K2567-K2601، پس از صدور مشخصات T.23/31 آغاز شد. علاوه بر این، دو هواپیمای آب‌نشین مجهز به شناور، S1675 و S1676، مطابق با مشخصات T.6/33 ساخته شدند.

### طراحی
دی هاویلند دی.اچ. ۸۲ تایگر موث یک هواپیمای تک موتوره، دوباله، با ارابه فرود کلاسیک و دو صندلی (کابین خلبان) پشت سر هم است. اساساً برای استفاده توسط مشتریان تورهای خصوصی و همچنین برای آموزش خلبانی برای هردوکاربری نظامی و غیرنظامی توسعه داده شد. معمولاً به موتور ۱۲۰ اسب بخاری De Havilland Gipsy III مجهز بود. در مدل‌های بعدی مدل‌های قدرتمندتر این موتور نصب شدند، در حالی که برخی از مدل‌ها از موتورهای ساخت شرکت‌های غیر استفاده نمودند.

### تولید

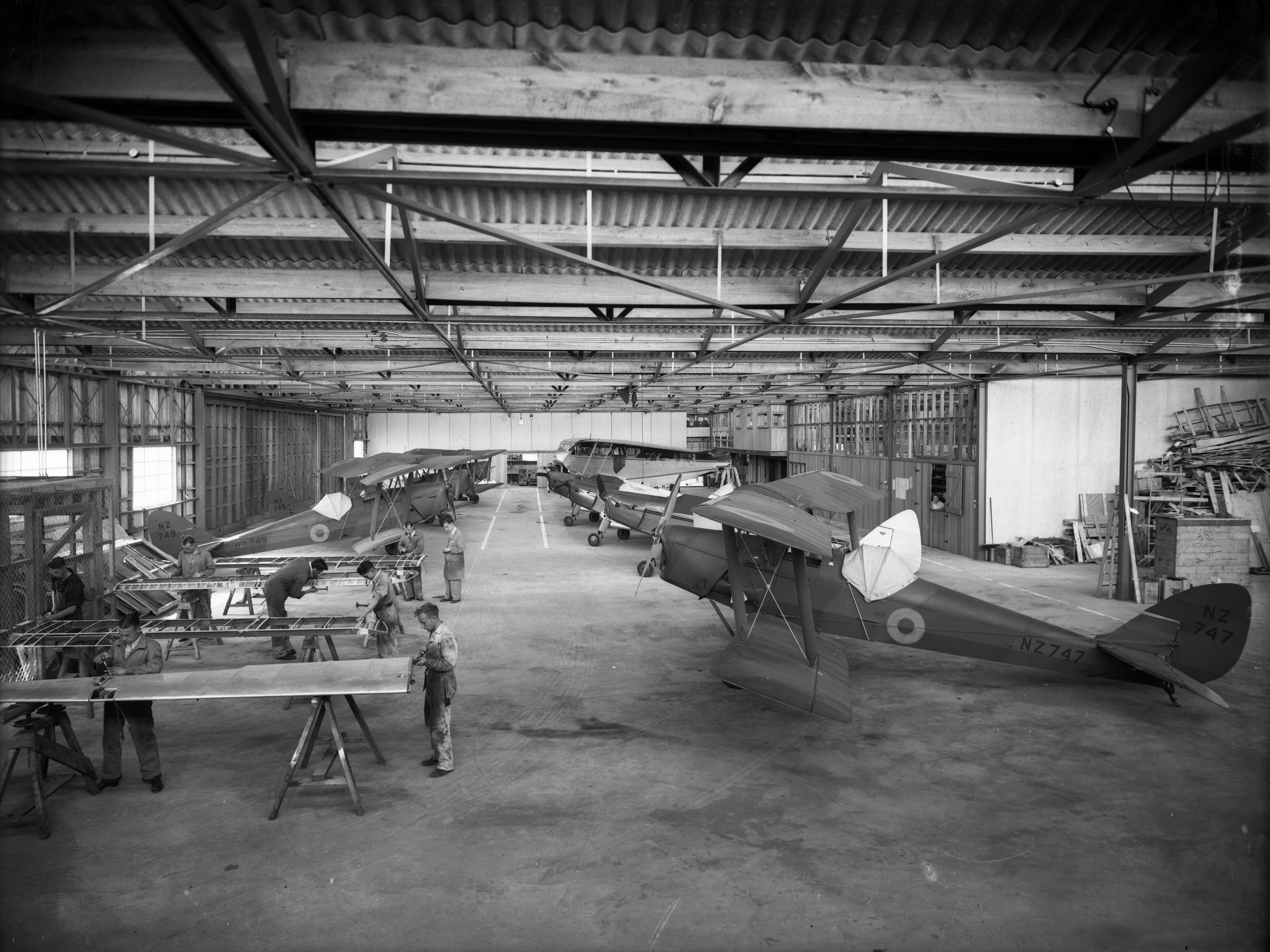
تایگرموث از ناوگان نیروی هوایی سلطنتی نیوزیلند با پوشش (پنل) پرواز کور برای آموزش پرواز تحت قوانین پرواز با ابزار (IFR)، در اوایل جنگ جهانی.

تایگر موث به سرعت به یک هواپمای موفق از نظر تجاری تبدیل شده و به بیش از ۲۵ نیروی هوایی فروخته شد. علاوه بر فروش در بازار هواپیماهای نظامی، برای بازار غیرنظامی، نیز تولید می‌شد. در یک مقطع زمانی، حجم سفارش‌های تایگر موث تقریباً تمام ظرفیت دی هاویلند را برای ساخت هواپیما اشغال نمود و عملاً ظرفیت کمی برای ارائه سرویس به سایر مشتریان باقی ماند. در سال ۱۹۳۲، دی هاویلند همچنین یک تاکسی هوایی مقرون به صرفه از تایگر موث ساخت، که از بسیاری از اجزای اصلی آن از تایگر موث گرفته شده بود و از بدنه ای از جنس تخته سه‌لایی جدید و با فضایی برای نشستن چهار نفر در یک کابین سرپوشیده استفاده می‌کرد. و آن را به تحت نام دی هاویلند فاکس موث به بازار عرضه داشت.

## کاربران

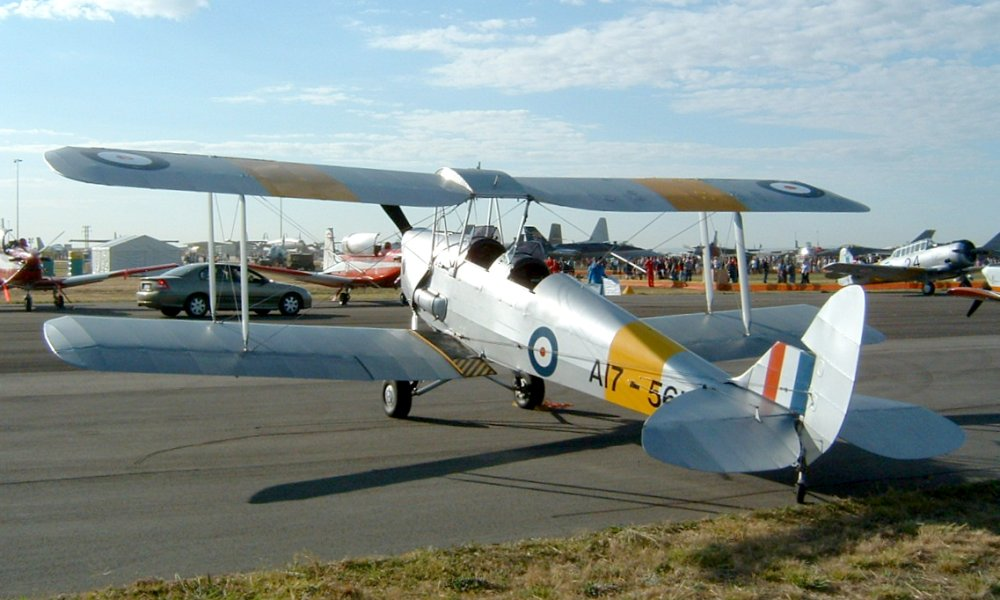
DH.82A تایگر موث با علائم و نشانه گذاری نیروی هوایی سلطنتی استرالیا RAAF

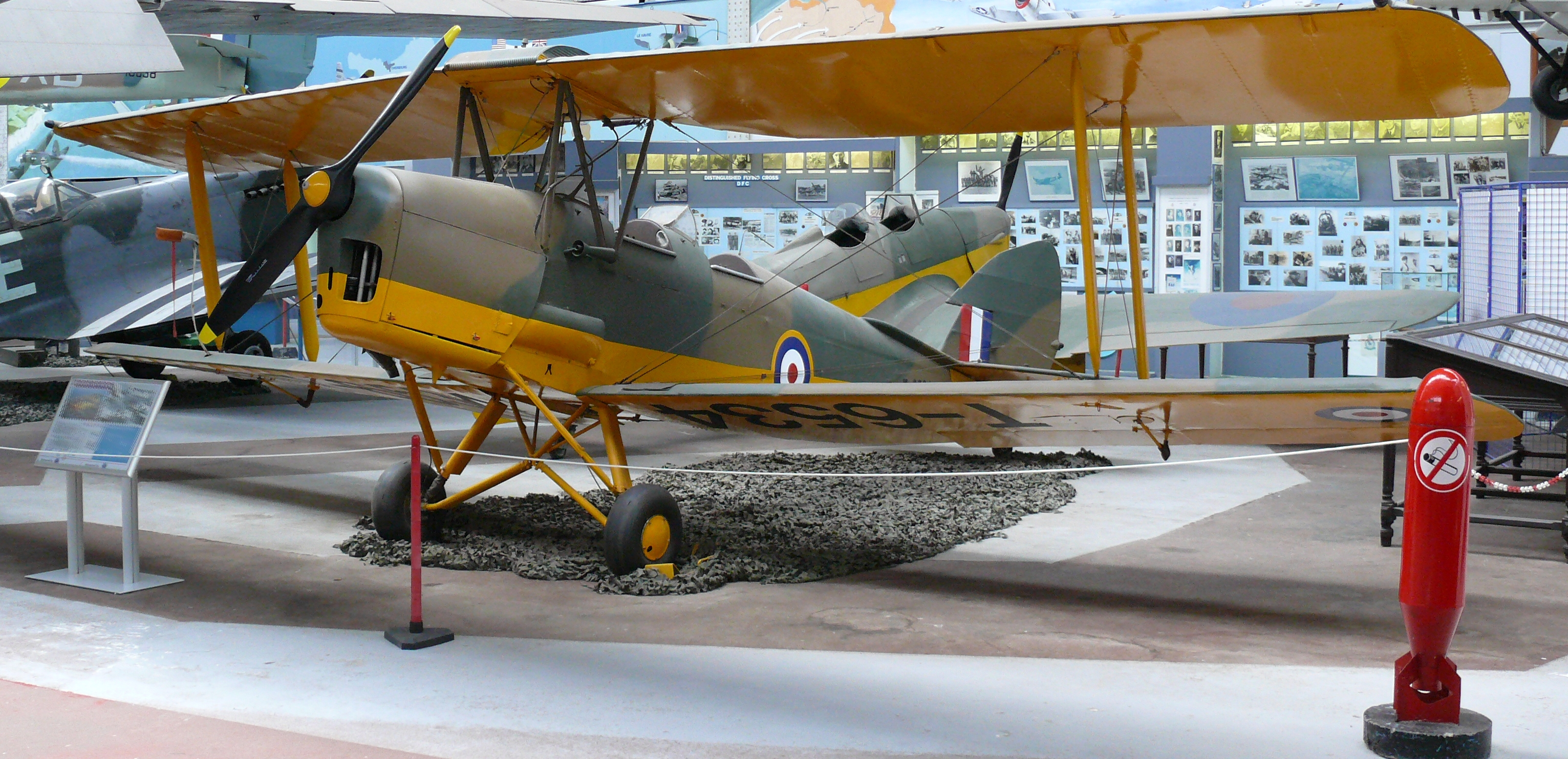
Tiger Moth in British camouflage, Royal Museum of the Armed Forces and Military History, Brussels, Belgium (2011)

### کاربران نظامی
استرالیا
- نیروی هوایی سلطنتی استرالیا
- نیروی دریایی سلطنتی استرالیا – ناوگان هوایی.

 بلژیک
- نیروی هوایی بلژیک (۳۱ فروند را از سال ۱۹۴۵ در خدمت داشت)

 برزیل
- نیروی هوایی برزیل، ۵ فروند را در سال ۱۹۳۲ و ۱۲ فروند را در سال ۱۹۳۵ دریافت نمود.
- هوانوردی نیروی دریایی برزیل

 میانمار
- نیروی هوایی داوطلب برمه
- نیروی هوایی برمه

 کانادا
- نیروی هوایی سلطنتی کانادا
- نیروی دریایی سلطنتی کانادا

 قلمرو سیلان
- نیروی هوایی سلطنتی سیلان

 جمهوری دموکراتیک کنگو
- Force Aérienne Congolaise

 چکسلواکی
- نیروی هوایی چکسلواکی – یک فروند را در طی سالهای ۱۹۴۵ تا ۱۹۴۸ در اختیارداشت.

 دانمارک
- نیروی هوایی سلطنتی دانمارک

 مصر
 فنلاند
- نیروی هوایی فنلاند

 فرانسه
- نیروی هوایی فرانسه

 آلمان نازی
- لوفت‌وافه (تعدادی محدود)[۱۱]

 پادشاهی یونان
- نیروی هوایی سلطنتی یونان

 راج بریتانیا
- نیروی هوایی سلطنتی هند

 هند
- نیروی هوایی هند

 ایران

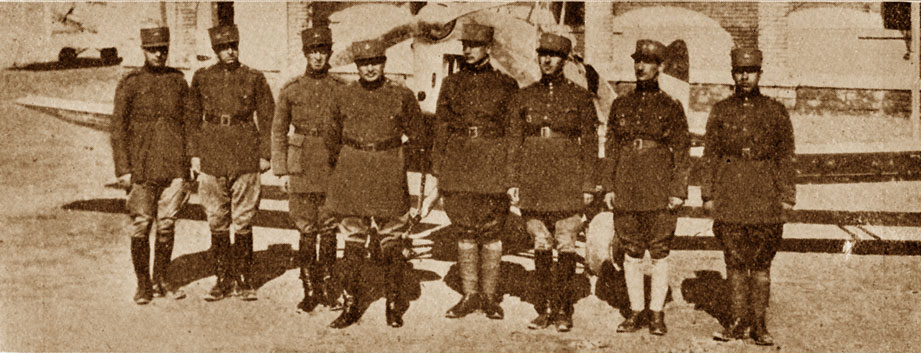
سرلشکراحمد نخجوان فرمانده نیروی هوایی شاهنشاهی ایران (نفر چهارم از سمت چپ) و جمعی از افسران در جلوی اولین فروند تایگر موث در سال ۱۹۳۳

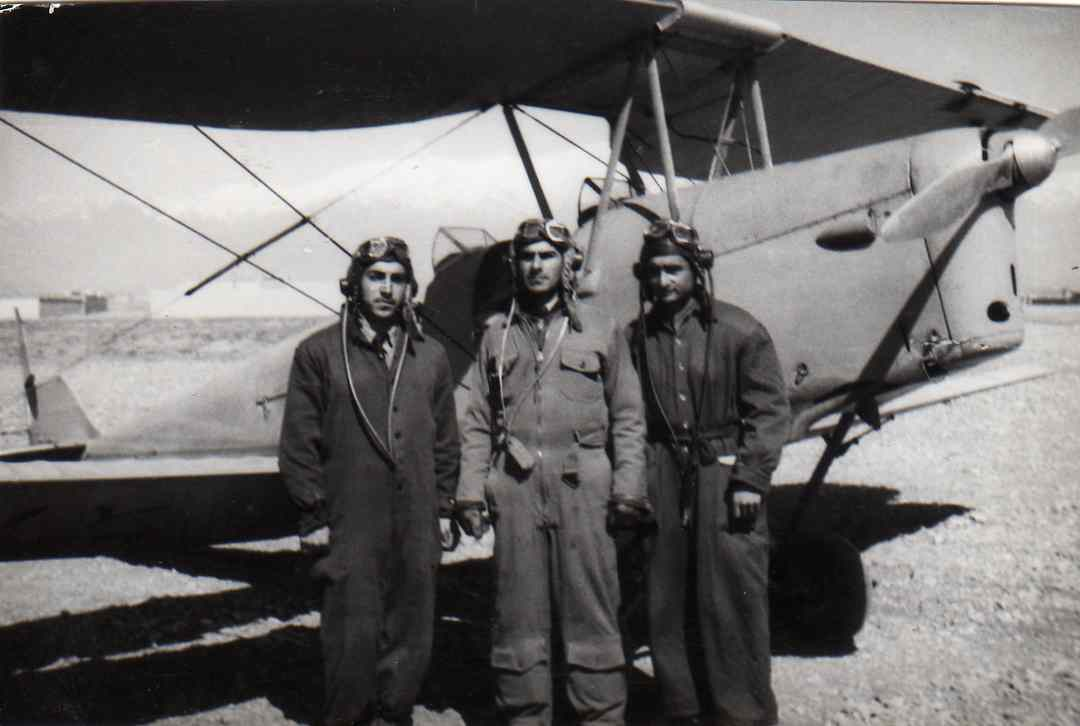
از سمت راست اصغر ایمانیان، فرزام استاد خلبان، جمشید مادنیا در جلوی یک فروند تایگر موث نیروی هوایی شاهنشاهی ایران

- نیروی هوایی شاهنشاهی ایران- ۹۹ فروند را وارد کرده و در سالهای ۱۹۳۸ الی ۱۹۳۹، ۱۰ فروند را در ایران تولید نمود[۱۲]

 عراق
- نیروی هوایی عراق

 اسرائیل
- نیروی هوایی اسرائیل، and its pre-state organisations
- Palavir
- Sherut Avir

 اردن
- نیروی هوایی سلطنتی اردن

 فدراسیون مالایا
- نیروی هوایی احتیاطی مالایا

 هلند
- نیروی هوایی سلطنتی هلند
- خدمات هوانوردی نیروی دریایی هلند

 هند شرقی هلند
- Vrijwillige Vliegers Corps[۱۳]

 نیوزیلند
- نیروی هوایی سلطنتی نیوزیلند RNZAF
  - گُردان هوایی (اسکادران) شماره ۱
  - گردان هوایی شماره ۲
  - گردان هوایی شماره ۳
  - گردان هوایی شماره ۴
  - گردان هوایی شماره ۴۲

 نروژ
- خدمات هوایی ارتش نروژ

 پاکستان
- نیروی هوایی پاکستان

 لهستان

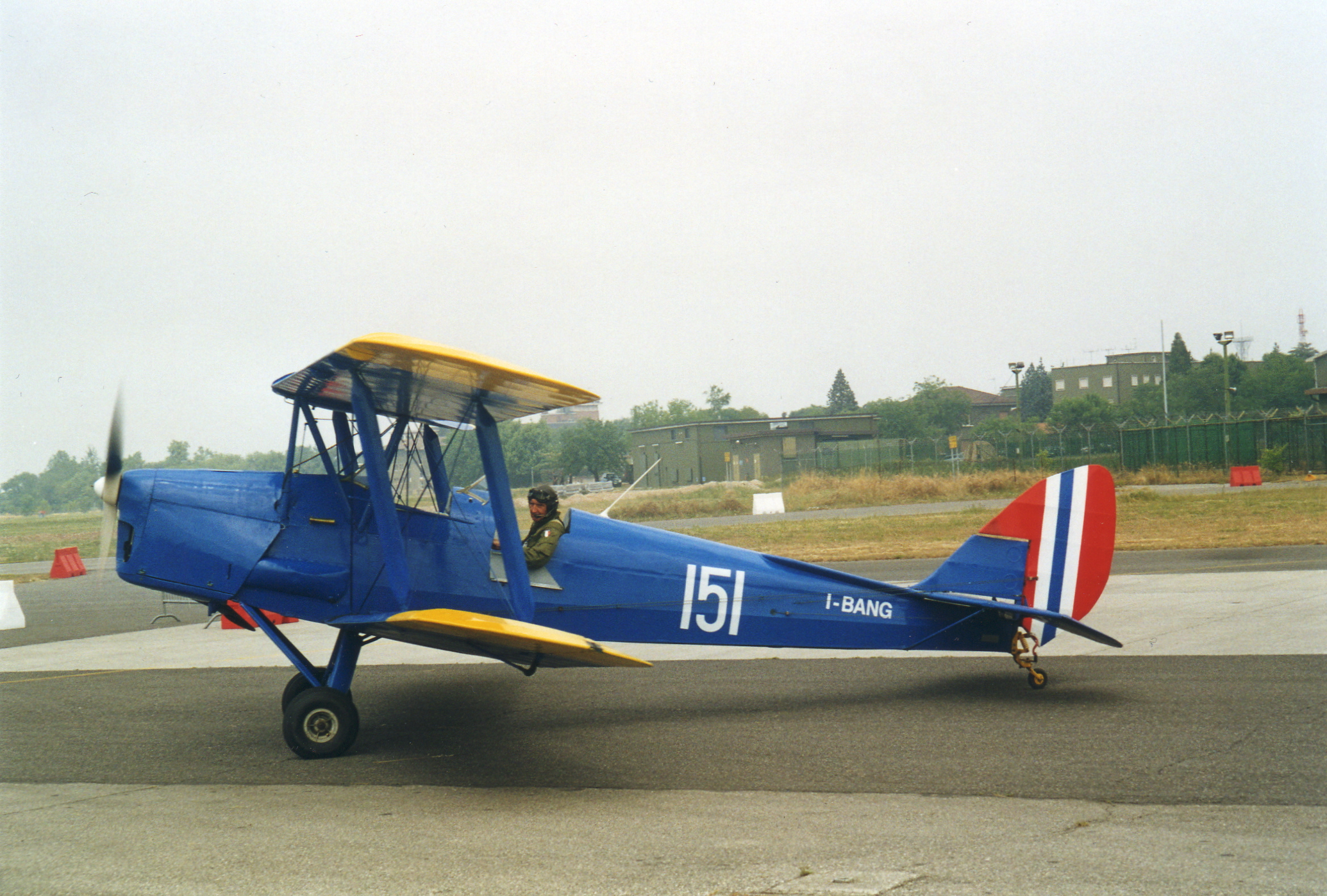
DH.82A تایگر موث با نشان، علائم و رنگ آمیزی نیروی هوایی سلطنتی نروژ

- نیروی هوایی لهستان (در سال ۱۹۳۹ یک فروند را برای آزمایش خریداری نمود)[۱۴]
- نیروی هوایی لهستان در بریتانیای کبیر

 پرتغال
- هوانوردی نیروی ارتش پرتغال
- هوانوردی نیروی دریایی پرتغال
- نیروی هوایی پرتغال

 رودزیا
- نیروی هوایی رودزیا

 عربستان سعودی
- نیروی هوایی سلطنتی سعودی

 جمهوری دوم اسپانیا
- تیروی هوایی جمهوری اسپانیا

 اسپانیای فرانکو
- نیروی هوایی اسپانیا

 آفریقای جنوبی
- نیروی هوایی آفریقای جنوبی

 رودزیای جنوبی
- نیروی هوایی رودزیای جنوبی

 سری‌لانکا
- نیروی هوایی سریلانکا

 سوئد
- نیروی هوایی سوئد

 تایلند
- نیروی هوایی سلطنتی تایلند[۱۵]
- نیروی دریایی سلطنتی تایلند[۱۵]

 بریتانیا
- نیروی هوایی سلطنتی[۱۵]
  - گُردان هوایی (اسکادران) شماره ۲۴
  - گردان هوایی شماره ۲۷
  - گردان هوایی شماره ۵۲
  - گردان هوایی شماره ۸۱
  - گردان هوایی شماره ۱۱۶
  - گردان هوایی شماره ۲۹۷
  - گردان هوایی شماره ۵۱۰
  - گردان هوایی شماره ۶۱۲
  - گردان هوایی شماره ۶۱۳
  - گردان هوایی شماره ۶۵۲
  - گردان هوایی شماره ۶۵۳
  - گردان هوایی شماره ۶۵۴
  - گردان هوایی شماره ۶۵۶
  - گردان هوایی شماره ۶۶۳
  - گردان هوایی شماره ۶۶۸
  - گردان هوایی شماره ۶۶۹
  - گردان هوایی شماره ۶۷۰
  - گردان هوایی شماره ۶۷۱
  - گردان هوایی شماره ۶۷۲
  - گردان هوایی شماره ۶۷۳
- ناوگان هوایی نیروی دریایی سلطنتی

 ایالات متحده آمریکا

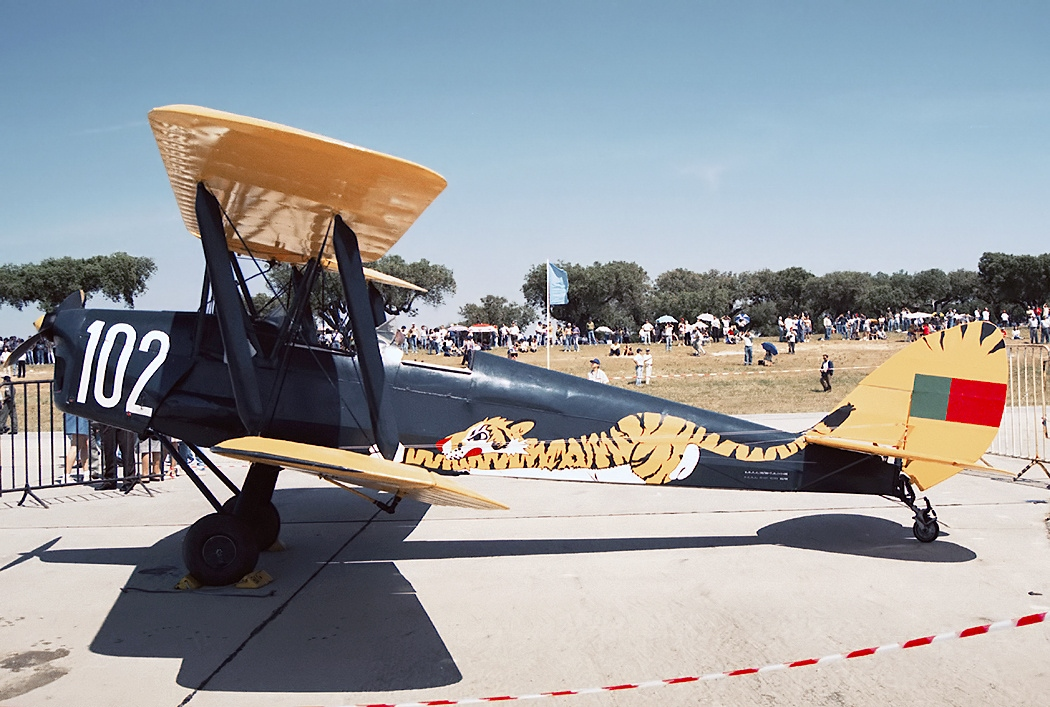
یک فروند تایگر موث نیروی هوایی پرتغال

- نیروهای هوایی ارتش ایالات متحده آمریکا

 اروگوئه
- نیروی هوایی اروگوئه ۱۸ فروند دی. اچ-۸۲ تایگر موث بین سال‌های ۱۹۳۵ الی ۱۹۴۹ در هوانوردی نظامی خدمت می‌نمودند.

 یوگسلاوی
- نیروی هوایی یوگسلاوی – ۲۴ فروند[۱۶]
  - هنگ دوم هوایی در طی سالهای ۱۹۴۵ الی ۱۹۴۸

### کاربران غیرنظامی
The aircraft is operated by many private individuals and flying clubs.

## مشخصات (DH 82A)
داده‌ها از The Tiger Moth Story, The de Havilland Tiger Moth
ویژگی‌های عمومی
- خدمه: ۲
- طول: ۲۳ فوت ۱۱ اینچ (۷٫۲۹ متر)
- پهنای بال: ۲۹ فوت ۴ اینچ (۸٫۹۴ متر)
- ارتفاع: ۸ فوت ۹ اینچ (۲٫۶۷ متر)
- مساحت بال‌ها: ۲۳۹ فوت مربع (۲۲٫۲ متر مربع)
- وزن خالی: ۱٬۱۱۵ پوند (۵۰۶ کیلوگرم)
- وزن ناخالص: ۱٬۸۲۵ پوند (۸۲۸ کیلوگرم)
- ظرفیت سوخت: ۱۹ گالون بریتانیایی (۲۳ گالون آمریکایی؛ ۸۶ لیتر)
- پیشرانه: ۱ عدد موتور پیستونی خطی معکوس ۴ سیلندر هوا خنک از نوع دی هاویلند جیپسی میجر I, ۱۳۰ اسب بخار (۹۷ کیلووات)
- ملخ‌ها: دوملخه ملخ گام ثابت

عملکرد
- حداکثر سرعت: ۱۰۹ مایل بر ساعت (۱۷۵ کیلومتر بر ساعت، ۹۵ گره)
- سرعت کروز: ۶۷ مایل بر ساعت (۱۰۸ کیلومتر بر ساعت، ۵۸ گره)
- بُرد: ۳۰۲ مایل (۴۸۶ کیلومتر، ۲۶۲ مایل دریایی)
- حداکثر ارتفاع: ۱۳٬۶۰۰ فوت (۴٬۱۰۰ متر)
- نرخ صعود: ۶۷۳ فوت بر دقیقه (۳٫۴۲ متر بر ثانیه)

تسلیحات

حداکثر ۸ عدد بمب به وزن هریک ۲۰ پوند (۹٫۱ کیلوگرم)